# Gagaringebirge
Das Gagaringebirge (russisch Хребет Юрия Гагарина, norwegisch Kurzefjella) ist eine Gebirgskette im ostantarktischen Königin-Maud-Land. Als Teil der Orvinfjella erstreckt es sich über eine Länge von 16 km zwischen dem Kurze- und dem Conradgebirge.
Norwegische Kartografen kartierten die Formation anhand von Luftaufnahmen und Vermessungen der Dritten Norwegischen Antarktisexpedition (1956–1960). Eine neuerliche Kartierung anhand von Luftaufnahmen und Vermessungen erfolgte bei einer 1960 und 1961 durchgeführten sowjetischen Antarktisexpedition. Namensgeber ist Juri Gagarin (1934–1968), der erste Mensch im Weltraum.